# Fernand Muûls
Fernand François Edmond Marie baron Muûls (Sint-Joost-ten-Node, 12 juli 1892 - Sint-Pieters-Woluwe, 2 maart 1981) was een Belgisch ambassadeur.

## Biografie
Fernand Muûls studeerde rechten aan de Université catholique de Louvain. Tijdens de Eerste Wereldoorlog was hij artillerieluitenant. Na onderbreking vervolledigde hij zijn rechtenstudies aan de Université libre de Bruxelles. In 1919 promoveerde hij tot doctor in de rechten. Muûls schreef zich in aan de balie van Brussel, maar werd in 1919 secretaris van de Belgische Hoog Commissaris van het Rijnland in Koblenz, baron Edouard Rolin-Jacquemyns, zijn toekomstige schoonvader. Datzelfde jaar nam hij deel aan het diplomatiek examen van Buitenlandse Zaken. Gepromoveerd tot legatiesecretaris bleef hij juridisch raadgever in Koblenz tot 1920.
Van 1921 tot 1922 was hij kabinetschef van minister van Buitenlandse Zaken Henri Jaspar. In 1923 nam hij voor de eerste keer de functie van secretaris van het Institut de Droit International waar. Van deze instelling was zijn schoonvader voorzitter. Hij bleef secretaris van de tweejaarlijkse sessies tot hij in 1934 geassocieerd lid werd en in 1947 lid.
Muûls onderhandelde verschillende verdragen en schreef tientallen artikels en studies, ook onder de pseudoniemen F. Stinval en F. van Pierlijnckhove. Hij trad vanaf 1926 ook op als juridisch raadgever voor het ministerie van Buitenlandse Zaken op. Zo vertegenwoordigde hij onder meer in 1937 de Belgische regering in de zaak-Jacques de Borchgrave bij het Permanent Hof van Internationale Justitie in Den Haag.
In 1930 kreeg hij een leeropdracht als hoogleraar aan de Militaire School in Brussel. Hij doceerde er diplomatieke geschiedenis, internationaal (publiek)recht en staatsrecht. In 1936 werd Muûls tot buitengewoon gezant en gevolmachtigd minister 2e klasse gepromoveerd en in in 1943 tot buitengewoon ambassadeur en gevolmachtigd minister 1e klasse. Tijdens de Tweede Wereldoorlog bleef hij in België en vervulde hij minimale taken.
Als vertegenwoordiger van België nam Muûls na de oorlog deel aan een aantal internationale conferenties. Hij was in 1945 Belgisch afgevaardigde in de Centrale Commissie voor de Rijnvaart en nam deel aan de onderhandelingen van de Vredesconferentie van Parijs in 1946, het Verdrag van Brussel in 1948, het Verdrag van Londen in 1949 en de Belgisch-Luxemburgs-Nederlandse douane-overeenkomst in 1949. Ook hield hij toezicht op verschillende Benelux-instellingen. Verder was hij raadgever bij het Europees Verdrag voor de Rechten van de Mens in 1950 en het Verdrag tot oprichting van de Europese Gemeenschap voor Kolen en Staal in 1951.
In 1951 werd hij ambassadeur in Bonn en hoofd van de Belgische militaire missie in Berlijn. In 1953 werd hij ambassadeur in Ottawa en eveneens afgevaardigde bij de Algemene Vergadering van de Verenigde Naties in New York. In 1955 keerde hij terug naar Brussel en werd hij directeur-generaal Politieke Zaken. Muûls werd nog lid van enkele international commissies en ging in 1957 met pensioen. In 1958 was hij voorzitter van de Belgische delegatie naar de eerste zeerechtconferentie van de Verenigde Naties in Genève. In 1959 werd hij opgenomen in de erfelijke adel met de persoonlijke titel baron.

### Familie
Muûls trouwde in 1920 in Brussel met Alix Rolin-Jacquemyns (1897-1982), dochter van baron Edouard Rolin-Jacquemyns, rechtsgeleerde, hoogleraar aan de Rijksuniversiteit Gent, topambtenaar, voorzitter van het Institut de Droit International, lid van het Permanent Hof van Arbitrage, rechter bij het Permanent Hof van Internationale Justitie en minister van Binnenlandse Zaken. Ze kregen vier zoons en vijf dochters, waaronder ambassadeur Thierry Muûls, met afstammelingen tot heden.